# Běh na lyžích na Zimních olympijských hrách 2006

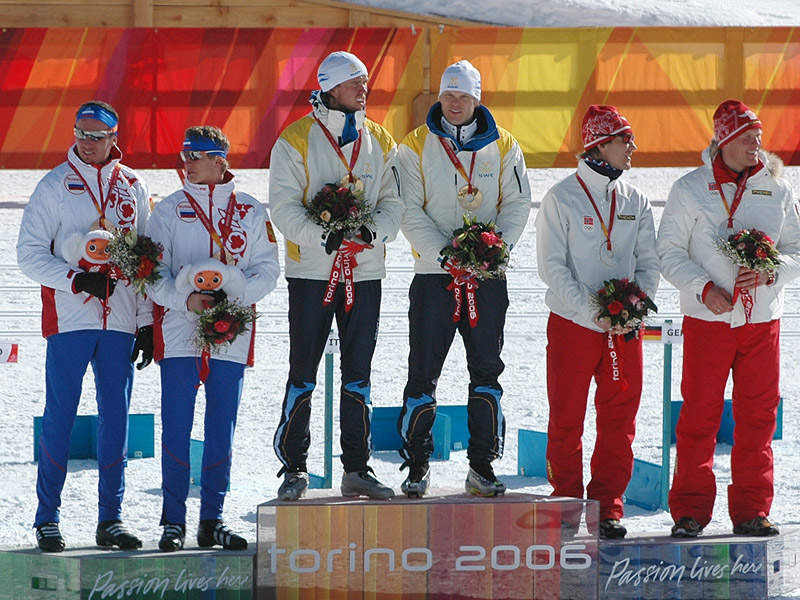
Medailisté sprintu dvojic na stupních vítězů

Běh na lyžích na olympiádě v Turíně se konal od 12. do 26. února na trati Pragelato Plan.

## Medailové pořadí zemí
| Pořadí | Země           | Zlato | Stříbro | Bronz | Celkově |
| ------ | -------------- | ----- | ------- | ----- | ------- |
| 1.     | Švédsko (SWE)  | 3     | 0       | 2     | 5       |
| 2.     | Estonsko (EST) | 3     | 0       | 0     | 3       |
| 3.     | Rusko (RUS)    | 2     | 2       | 3     | 7       |
| 4.     | Itálie (ITA)   | 2     | 0       | 2     | 4       |
| 5.     | Česko (CZE)    | 1     | 2       | 0     | 3       |
| 6.     | Kanada (CAN)   | 1     | 1       | 0     | 2       |
| 7.     | Německo (GER)  | 0     | 3       | 1     | 4       |
| 7.     | Norsko (NOR)   | 0     | 3       | 1     | 4       |
| 9.     | Francie (FRA)  | 0     | 1       | 0     | 1       |
| 10.    | Rakousko (AUT) | 0     | 0       | 1     | 1       |
| 10.    | Finsko (FIN)   | 0     | 0       | 1     | 1       |
| 10.    | Polsko (POL)   | 0     | 0       | 1     | 1       |
|        | Celkem         | 12    | 12      | 12    | 36      |

## Medailisté

### Muži
| Disciplína        | Zlato                                                                                     | Výkon     | Stříbro                                                                               | Výkon     | Bronz                                                                                | Výkon     |
| ----------------- | ----------------------------------------------------------------------------------------- | --------- | ------------------------------------------------------------------------------------- | --------- | ------------------------------------------------------------------------------------ | --------- |
| 15 km klasicky    | Andrus Veerpalu · Estonsko (EST)                                                          | 38:01,3   | Lukáš Bauer · Česko (CZE)                                                             | 38:15,8   | Tobias Angerer · Německo (GER)                                                       | 38:20,5   |
| 50 km volně       | Giorgio Di Centa · Itálie (ITA)                                                           | 2:06:11,8 | Jevgenij Dementěv · Rusko (RUS)                                                       | 2:06:12,6 | Michail Botvinov · Rakousko (AUT)                                                    | 2:06:12,7 |
| skiatlon          | Jevgenij Dementěv · Rusko (RUS)                                                           | 1:17:00,8 | Frode Estil · Norsko (NOR)                                                            | 1:17:01,4 | Pietro Piller Cottrer · Itálie (ITA)                                                 | 1:17:01,7 |
| štafeta 4 × 10 km | Itálie (ITA) · Fulvio Valbusa · Giorgio Di Centa · Pietro Piller Cottrer · Cristian Zorzi | 1:43:45,7 | Německo (GER) · Andreas Schlütter · Jens Filbrich · René Sommerfeldt · Tobias Angerer | 1:44:01,4 | Švédsko (SWE) · Mats Larsson · Johan Olsson · Anders Södergren · Mathias Fredriksson | 1:44:01,7 |
| sprint            | Björn Lind · Švédsko (SWE)                                                                | 2:26,5    | Roddy Darragon · Francie (FRA)                                                        | 2:27,1    | Thobias Fredriksson · Švédsko (SWE)                                                  | 2:27,8    |
| sprint dvojic     | Švédsko (SWE) · Thobias Fredriksson · Björn Lind                                          | 17:02,9   | Norsko (NOR) · Jens Arne Svartedal · Tor Arne Hetland                                 | 17:03,5   | Rusko (RUS) · Ivan Alypov · Vasilij Ročev                                            | 17:05,2   |

### Ženy
| Disciplína       | Zlato                                                                                         | Výkon     | Stříbro                                                                                                 | Výkon     | Bronz                                                                                                 | Výkon     |
| ---------------- | --------------------------------------------------------------------------------------------- | --------- | --- | --------- | --- | --------- |
| 10 km klasicky   | Kristina Šmigunová-Vähiová · Estonsko (EST)                                                   | 27:51,4   | Marit Bjørgenová · Norsko (NOR)                                                                         | 28:12,7   | Hilde Gjermundshaug Pedersenová · Norsko (NOR)                                                        | 28:14,0   |
| 30 km volně      | Kateřina Neumannová · Česko (CZE)                                                             | 1:22:25,4 | Julija Čepalovová · Rusko (RUS)                                                                         | 1:22:26,8 | Justyna Kowalczyková · Polsko (POL)                                                                   | 1:22:27,5 |
| skiatlon         | Kristina Šmigunová-Vähiová · Estonsko (EST)                                                   | 42:48,7   | Kateřina Neumannová · Česko (CZE)                                                                       | 42:50,6   | Jevgenija Medveděvová · Rusko (RUS)                                                                   | 43:03,2   |
| štafeta 4 × 5 km | Rusko (RUS) · Natalia Baranová · Larisa Kurkinová · Julija Čepalovová · Jevgenija Medveděvová | 54:47,7   | Německo (GER) · Stefanie Böhlerová · Viola Bauerová · Evi Sachenbacherová-Stehleová · Claudia Künzelová | 54:57,7   | Itálie (ITA) · Arianna Follisová · Gabriella Paruzziová · Antonella Confortolaová · Sabina Valbusaová | 54:58,7   |
| sprint           | Chandra Crawfordová · Kanada (CAN)                                                            | 2:12,3    | Claudia Künzelová · Německo (GER)                                                                       | 2:13,0    | Aljona Siďkovová · Rusko (RUS)                                                                        | 2:13,2    |
| sprint dvojic    | Švédsko (SWE) · Lina Anderssonová · Anna Dahlbergová                                          | 16:36,9   | Kanada (CAN) · Sara Rennerová · Beckie Scottová                                                         | 16:37,5   | Finsko (FIN) · Aino-Kaisa Saarinenová · Virpi Kuitunenová                                             | 16:39,2   |